# Mossberg 5500
Le Mossberg 500 est un fusil de combat produit en petit nombre durant les années 1980 et 1990.

## Variantes
La firme Mossberg & Sons le proposait avec une crosse fixe et une version compacte munie deux poignées-pistolet mais dépourvu de crosse d'épaulement. Le 5500 servit ainsi durant la courte guerre de Slovénie.

## Description
- Pays d'origine :  États-Unis, North Haven (Connecticut)
- Fonctionnement : tir semi-automatique, emprunt des gaz
- Munition : calibre 12
- Longueur du canon : 47 cm
- Longueur totale :
  - Version à crosse fixe : 98 cm
  - Version compacte : 72 cm
- Masse à vide :
  - Version à crosse fixe : 3,4 kg
  - Version compacte : 2,9 kg

## Sources
- Articles de J.P. Husson dans  Raids et Action Guns.